# 芙蘿莉安娜·利瑪
芙蘿莉安娜·利瑪（英語：Floriana Lima，1981年3月26日—），美國女演員。她較知名的是演出CW電視網電視劇《女超人》中的瑪姬·索耶一角。

## 早期生活
利瑪出生於俄亥俄州的辛辛那提。她有義大利、愛爾蘭、英國、西班牙、葡萄牙血統。
她在1999年從費爾菲爾德高中（Fairfield Senior High School）畢業後到俄亥俄州立大學學習傳播。
大學畢業後，她在俄亥俄州哥倫布的NBC4擔任製作助理。然後，她決定搬到洛杉磯尋求演藝事業。

## 個人生活
利瑪自2016年起開始與凱西·艾佛列克交往。

## 外部連結
- 芙蘿莉安娜·利瑪在互联网电影资料库（IMDb）上的資料（英文）
- 芙蘿莉安娜·利瑪的X（前Twitter）